# Le magnifiche 7
Le magnifiche 7 è un film del 1961 diretto da Marino Girolami con lo pseudonimo di Wilson Fred.